# چسترتون (ایندیانا)
چسترتون (به انگلیسی: Chesterton, Indiana) یک شهرک در ایالات متحده آمریکا است که در شهرستان پرتر، ایندیانا واقع شده‌است.

## خصوصیات
چسترتون ۲۴٫۴۵ کیلومترمربع مساحت و ۱۳٬۰۶۸ نفر جمعیت دارد و ۱۹۵ متر بالاتر از سطح دریا واقع شده‌است.